# Ridgeway (Ohio)
Pour les articles homonymes, voir Ridgeway (homonymie).
Ridgeway est un village américain situé dans les comtés de Hardin et de Logan, dans l'Ohio. Selon le recensement de 2010, sa population est de 338 habitants.